# Parti libéral indépendant
Le Parti libéral indépendant (en espagnol : Partido Liberal Independiente ou PLI) est un parti politique nicaraguayen d'obédience libérale fondé en 1944. 

## Présentation
Celui-ci est issu de membres du Parti libéral nationaliste de Somoza ayant exprimé leur dissidence en 1944 et a conséquemment participé à ses premières élections en 1947, qui ont été remportées par le candidat favori de Somoza. 
À diverses reprises, le parti participe aux élections générales nicaraguayennes, comme simple parti ou au sein d'une coalition. En 1990, il fait partie intégrante de l'Union nationale de l'opposition (UNO), une large coalition d'opposants au régime sandiniste, avec Virgilio Godoy comme candidat à la vice-présidence. Bien que l'UNO remporte ces élections avec 54 % des voix, elle se scinde en 1993. Aux élections de 1996, le PLI, sous la candidature de Virgilio Godoy, subit sa pire débâcle électorale, n'obtenant que 0,32 % des voix. Il rejoint le Parti libéral constitutionnaliste (PLC) d'Enrique Bolaños en vue des élections de 2001 et fait partie ensuite de l'Alliance libérale nicaraguayenne d'Eduardo Montealegre lors des élections de 2006.
Lors des élections générales de 2011, le parti fait partie d'une alliance contre le FSLN au pouvoir qui comprend également le Movimiento Vamos con Eduardo, une faction dirigée par l'ancien membre du PLC, Eduardo Montealegre, le Mouvement sandiniste de rénovation, le PAC, le Partido Multiétnico por la Unidad Costeña, des conservateurs dissidents, Sociedad Civil et indépendants. Le candidat à la présidence de l'alliance est le journaliste et écrivain chevronné Fabio Gadea Mantilla. L'élection est finalement remportée par le président sortant Daniel Ortega, Gadea terminant deuxième.
Après de nombreuses années de luttes intestines entre différentes factions et cinq mois avant les élections générales de 2016, la Cour suprême électorale du Nicaragua destitue le chef contesté du PLI, Eduardo Montealegre et le remplace par Pedro Reyes, une figure peu connue de la politique qui a été candidat à la vice-présidence du PLI en 1996, secrétaire général du PLI de 1995 à 2005 et vice-président du parti en février 2011.